# Chevrolet Serie F
Der Chevrolet Serie F war ein Mittelklasse-PKW, der nur im Modelljahr 1917 von Chevrolet in den USA als Nachfolger der Serie H gebaut wurde.1918 ersetzte ihn die Serie FA, von 1919 bis 1922 hießen die Wagen Serie FB.

## Von Jahr zu Jahr

### Serie F (1917)
Der Wagen war mit einem oben gesteuerten Vierzylinder-Reihenmotor (OHV) ausgestattet, der bei einem Hubraum von 2802 cm3 eine Leistung von 24 bhp (17,6 kW) entwickelte. Die Motorleistung wurde über eine Konus-Kupplung, ein manuelles Dreiganggetriebe und eine Kardanwelle auf die Hinterräder übertragen. Die Hinterräder waren mit Außenbandbremsen ausgerüstet.
Verfügbar waren zwei Aufbauten, ein 2-sitziger Roadster mit 2 Türen (Modell F-2, „Royal Mail“) und ein 5-sitziger Tourer mit 4 Türen (Modell F-5 „Baby Grand“). Die Beinamen wurden von den Vorgängern übernommen. Beide Modelle waren für 800 US-$ zu haben. Im einzigen Produktionsjahr entstanden 3493 Stück.

### Serie FA (1918)
Im Modelljahr 1918 ersetzte die Serie FA die Serie F. An Erscheinungsbild und Technik hatte sich aber wenig verändert. Offene Modelle hatten eine um 15° nach hinten geneigte Windschutzscheibe und es wurden ein größerer Motor mit 3671 cm3 Hubraum und 37 bhp (27 kW) bei 2000 min−1 eingebaut.
Neben dem Roadster (Modell FA-2) und dem Tourer (Modell FA-5) gab es noch eine 4-sitzige Allwetter-Limousine mit geschlossenem Aufbau und 2 Türen (Modell FA-4). Die offenen Varianten kosteten 935 US-$, für die Limousine wurden 1475 US-$ aufgerufen. 11.403 Exemplare entstanden von der Serie FA.

### Serie FB (1919–1922)
Im Modelljahr 1919 wurde die Serie FA in Serie FB umbenannt. Anfangs wurden 1514 Stück der 2-türigen FA-Limousinen unter der Bezeichnung FB-40 weitergebaut. Die anderen Fahrzeuge der Serie FB hatten ein Chassis mit 2794 mm Radstand. Dies waren ein 2-sitziger Roadster mit 2 Türen (Modell FB-20), ein 3-sitziges Coupé mit 2 Türen (Modell FB-30), eine 4-sitzige Limousine mit 4 Türen (Modell FB-40) und ein 5-sitziger Tourer mit 4 Türen (Modell FB-50). Motor, Antrieb und Bremsen blieben gleich. Die Verkaufspreise lagen zwischen 1110 und 1685 US-$.
1920 wurde das Styling überarbeitet. Wie die preisgünstigeren Modelle der Baureihe 490 erhielten die FB geschwungene Linien im Bereich der Spritzwand. Mit diesen Änderungen wurden die Modelle bis 1922 gefertigt. Im letzten Jahr sanken die Preise auf 865 bis 1395 US-$.
Insgesamt entstanden in vier Jahren 74.140 Fahrzeuge der Serie FB. 1923 entfiel die Baureihe ersatzlos.